# Ballyhoo (Computerspiel)
Ballyhoo ist ein Computerspiel der US-amerikanischen Firma Infocom aus dem Jahr 1986. Es gehört zum Genre der Textadventures.

## Handlung
Die Handlung mit Elementen einer Kriminalgeschichte spielt im Zirkus-Milieu. Die Tochter des Zirkusdirektors wurde gekidnappt. Der Spieler, ein Zirkusbesucher, versucht, sie zu befreien. Verkleidet als Clown durchsucht er dazu das gesamte Zirkusgelände, sammelt Hinweise und befragt Tierbändiger, Artisten und andere Zirkusmitarbeiter.

## Spielprinzip und Technik
Ballyhoo ist ein Textadventure, das heißt, Umgebung und Geschehnisse werden als Bildschirmtext ausgegeben und die Visualisierung obliegt zum größten Teil der Fantasie des Spielers. Die Steuerung der Spielfigur erfolgt über Befehle, die der Spieler mittels der Tastatur eingibt und die von einem Parser abgearbeitet werden. Die Befehle sind in natürlicher Sprache gehalten und lassen den Spielcharakter mit seiner Umwelt interagieren. Der Spieler kann sich so durch die Spielwelt bewegen, Gegenstände finden, sie auf die Umgebung oder andere Gegenstände anwenden und mit NPCs kommunizieren. Mit fortschreitendem Handlungsverlauf werden weitere Orte der Spielwelt freigeschaltet.
Der Spieler kann in Ballyhoo sein Geschlecht festlegen. Bis auf kosmetische Unterschiede bei der Textausgabe hat die Wahl aber keine Auswirkung auf das Spielgeschehen.

## Produktionsnotizen
Das Textadventure ohne Grafik und Sound wurde auf der technischen Basis der Z-machine entwickelt und für Atari-8-Bit, Atari ST, C-64, DOS, Amiga, MSX, Amstrad, TRS-80, TRS-80 CoCo, Mac OS und Apple II umgesetzt. Entwickler des Spiels war Jeff O’Neill, der ein Jahr später auch als Autor des Infocom-Adventures Nord and Bert Couldn’t Make Head or Tail of It verantwortlich zeichnete.
Der Umverpackung des Spiels waren wie bei allen Infocom-Spielen Gegenstände beigelegt, die einen Bezug zur Zirkusthematik und zum Spielinhalt hatten und so die Immersion des Spielers zu erhöhen. Die Beilagen, von Infocom „Feelies“ genannt, waren im Fall von Ballyhoo eine Werbebroschüre des Zirkus, ein Eintrittsticket für selbigen, ein aufblasbarer Luftballon und ein Werbeflyer für eine Schlangenöl-Tinktur. Die Beilagen werden im Spiel referenziert, was einen Kopierschutz darstellt.

## Rezeption
Die Computerzeitschrift Happy Computer hob in einem Testbericht vor allem die für Infocom-Adventures typische hohe künstliche Intelligenz des Parsers, die Interaktionsmöglichkeiten mit anderen Spielfiguren und die Qualität der Beschreibungstexte hervor.
In einer Untersuchung zur Computerspielgeschichte und -theorie wurden der schwarze Humor der Texte und der Mystery-Stil der Handlung als Charakteristika von Ballyhoo benannt. Trotz einiger Gemeinsamkeiten überwögen allerdings, genauso wie bei Moonmist, die Unterschiede zu früheren Mystery-Adventures von Infocom wie Suspect, Deadline und The Witness.